# ロス・マクドナルド
ロス・マクドナルド（Ross Macdonald、1915年12月13日 - 1983年7月11日）は、アメリカ合衆国の推理作家で、特にハードボイルドの作家である。本名はケネス・ミラー（Kenneth Millar）。日本では「ロスマク」の愛称で親しまれている。

## 来歴・人物
1915年、カリフォルニア州のロスガトスに生まれたミラーは、両親の故郷であるカナダ、オンタリオ州のキッチナーで育ち、そこで大学まで過ごした。1938年、同じ高校で知り合いだったマーガレット・シュトゥルムと結婚した。妻の出産資金を稼ぐため、ミラーは母校で歴史と英語の講師を務める傍ら、パルプ・マガジンや日曜学校新聞向けに短編小説や雑文を書く仕事を開始した。1944年から1946年にかけて、彼は海軍の通信将校を務めている。出産後、妻のマーガレット・ミラーは作家として成功を収め、一家はアメリカのミシガン州に移住する。ミシガン大学に移って研究をする間、彼は1944年に最初の小説『暗いトンネル』を完成した。1951年には同大学で博士号を取得している。
当初、本名で作品を発表していたケネス・ミラーは、妻が有名になったことからジョン・マクドナルドという筆名を使うようになっていた。その後、ジョン・ロス・マクドナルドという筆名も一時期使っていたが、同時代の作家ジョン・D・マクドナルドとの混同を避けるため、最終的にロス・マクドナルドという筆名に落ち着いた。
1949年の『動く標的』で初登場したタフで優しい私立探偵リュウ・アーチャーでよく知られており、アーチャーは20ほどの作品に登場した。
1950年代前半にカリフォルニア州に戻り、多くの自著の舞台となったサンタバーバラに約30年間住んだ（作品中ではサンタバーバラという地名の代わりにサンタテレサという架空の地名を使っている）。リュウ・アーチャー・シリーズには、ベストセラーとなった『別れの顔』、『地中の男』、『眠れる美女』などが含まれる。シリーズの最後の作品は1976年の『ブルー・ハンマー』。リュウ・アーチャーという名前は、ダシール・ハメットの生んだ探偵サム・スペードの相棒であるマイルズ・アーチャーと、『ベン・ハー』の原作者であるルー・ウォーレスから来ている。
アメリカのハードボイルド小説の大家であるダシール・ハメットとレイモンド・チャンドラーの後継者として、マクドナルドは彼らのスタイルを踏襲し、登場人物の動機に関する洞察と心理学的な深みを追加した。マクドナルドのプロットは複雑で、アーチャーは依頼人や犯人の家庭の秘密を発掘する方向に向かうことが多く、すっきりした大団円を迎えることは滅多にない。
晩年、ロス・マクドナルドはアルツハイマー病を患い、1983年にサンタバーバラで亡くなった。67歳没。

## 主要作品リスト

### リュウ・アーチャーシリーズ
- 動く標的 （The Moving Target, 1949年）
- 魔のプール （The Drowning Pool, 1950年）
- 人の死に行く道 （The Way Some People Die, 1951年）
- 象牙色の嘲笑 （The Ivory Grin, 1952年）
- 犠牲者は誰だ （Find a Victim, 1954年）
- わが名はアーチャー （The Name Is Archer, 短編集 1955年）
- 凶悪の浜 （The Barbarous Coast, 1956年）
- 運命 （The Doomsters, 1958年）
- ギャルトン事件 （The Galton Case, 1959年）
- ウィチャリー家の女 （The Wycherly Woman, 1961年）
- 縞模様の霊柩車 （The Zebra-Striped Hearse, 1962年）
- さむけ （The Chill, 1964年）
- ドルの向こう側 （The Far Side of the Dollar, 1965年）
- ブラック・マネー （Black Money, 1966年）
- 一瞬の敵 （The Instant Enemy, 1968年）
- 別れの顔 （The Goodbye Look, 1969年）
- 地中の男 （The Underground Man, 1971年）
- 眠れる美女 （Sleeping Beauty, 1973年）
- ブルー・ハンマー （The Blue Hammer, 1976年）

### その他の小説
- 暗いトンネル （The Dark Tunnel, 1944年）
- トラブルはわが影法師 （Trouble Follows Me, 1946年）
- 青いジャングル （Blue City, 1947年）
- 三つの道 （The Three Roads, 1948年）
- 死体置場で会おう （Meet Me at the Morgue, 1953年）
- ファーガスン事件 （The Ferguson Affair, 1960年）

## 映像化作品

### 映画
- 1966年『動く標的』（Harper）- 原作：『動く標的』
- 1975年『新・動く標的』（The Drowning Pool）- 原作：『魔のプール』

上記の2作はどちらも主人公の名前がリュウ・アーチャーからルー・ハーパーに変えられている。演じたのはともにポール・ニューマン。
- 1980年『第三の標的』（Double Negative）- 原作：『三つの道』
- 1985年『ブルー・シティ／非情の街』（Blue City）- 原作：『青いジャングル』
- 2002年『Le Loup de la Cote Ouest』（日本未公開）- 原作：Guilt Aged Blonde

### TV映画
- 1974年『残酷の愛・殺人放火魔の正体』（The Underground Man）- 原作：『地中の男』 - ピーター・グレイブスがリュウ・アーチャーを演じた。
- 1992年『薔薇の銃弾』（Criminal Behavior）- 原作：『ファーガスン事件』

### TVシリーズ
- 1975年『Archer』（日本未放映）- ブライアン・キースがリュウ・アーチャーを演じて下記の6話が製作された。
  - The Turkish Connection
  - The Arsonist
  - The Body Beautiful
  - Shades of Blue
  - The Vanished Man
  - Blood Money